# Sarah Edwards
 Sarah Edwards (n. 4 de junio de 1984 en Norte de California, Estados Unidos) es una actriz estadounidense que interpreta a Theresa en la serie One Tree Hill.

## Vida y Carrera
Sarah Edwards (nacido el 4 de junio de 1984) es una actriz, más conocida como Teresa de haber jugado (un animador) en El Banco Mundial programa de televisión  One Tree Hill. Otro trabajo de Sarah son uno de los cables, Millison Avery, en la serie de televisión de corta duración Palmetto Pointe. Desde entonces ha aparecido en episodios de One Tree Hill, Palmetto Pointe Latter-Day Fake, Entourage, How I Met Your Mother, iCarly NCIS, Rules of Engagement.

## Filmografía
- 2003: One Tree Hill  Theresa

- 2005: Palmetto Pointe Millison Avery

- 2008: Latter-Day Fake Sarah

- 2009: Entourage Tammy

- 2009: How I Met Your Mother Suzy

- 2010: iCarly Gia

- 2011: Navy: investigación criminal Nurse Samantha

- 2011: Rules of Engagement  Violet